# Erik Wärsiö
Erik Sigfrid Wärsiö, född den 26 maj 1907 i Röke församling, Kristianstads län, död den 6 maj 1968 i Hällaryds församling, Blekinge län, var en svensk präst.
Efter studier vid Lunds privata elementarskola blev Wärsiö 1927 student vid Lunds universitet, där han avlade teologisk-filosofisk examen 1928, teologie kandidatexamen 1930 och praktiskt teologiskt prov samma år. Efter prästvigningen tjänstgjorde han i olika församlingar 1930–1936. Wärsiö blev komminister i Kyrkhult 1936, kyrkoherde i Hällaryd 1947, i Hällaryd och Åryd 1962 samt kontraktsprost i Listers och Bräkne kontrakt 1965. Han vilar på Osby kyrkogård.